# Фалавинья, Ренато
Ренато Фалавинья (итал. Renato Falavigna; 5 июля 1927, Гвасталла — 29 декабря 2011, Парма) — итальянский композитор и музыкальный педагог.
Окончил Пармскую консерваторию по классам хорового дирижирования (1953) и композиции (1956). Преподавал музыку в средней школе, в 1965—1969 гг. возглавлял театр Пармского университета. В 1969—1973 гг. доцент Миланской консерватории (теория музыки и сольфеджио), затем преподавал в Мантуанской консерватории. В 1985—1989 гг. директор Алессандрийской консерватории, в 1989—1996 гг. — Пармской консерватории.
Автор опер «Король Убю» (итал. Ubu Re; 1982, по одноимённой пьесе Альфреда Жарри) и «Крейцерова соната» (итал. La sonata a Kreutzer; 1995, по одноимённой повести Льва Толстого), балетов «Цирцея, Улисс и сирены» (итал. Circe, Ulisse e le Sirene; 1973) и «Айседора Дункан» (1984), оратории «История Авраама и Исаака» (итал. Historia di Abraham et Isaac), вокальной музыки. Был плодовитым театральным композитором, среди пьес, к итальянским постановкам которых Фалавинья написал музыку, были «Баня» (1961) и «Клоп» (1966) Владимира Маяковского, «Ревизор» (1965) Николая Гоголя, «Два Менехма», «Касина» и «Куркулион» Плавта, «Горации и Куриации» и «Исключение и правило» Бертольда Брехта, «Слепые» и «Эскориал» Мишеля де Гельдерода и др. В 1976 году с музыкой Фалавиньи режиссёр Флавио Амброзини поставил в Турине шоу по мотивам книги Виктора Шкловского «Ход коня».